# Стандартная библиотека PHP
Стандартная библиотека PHP (англ. Standard PHP Library, SPL) — коллекция классов и интерфейсов для решения стандартных проблем в PHP. Библиотека была введена в PHP 5 и доступна по умолчанию, начиная с PHP 5.0.0. Начиная с версии PHP 5.3.0 данное расширение не может быть отключено и доступно всегда.
Основное содержание библиотеки — классы-итераторы, решающие задачи итерации по каталогу, массиву, дереву XML.
Отсутствие этой библиотеки в сборке PHP может привести к ошибкам при использовании таких функций как class_implements() или class_parents().